# Brownea macbrideana
Brownea macbrideana är en ärtväxtart som beskrevs av James Francis Macbride. Brownea macbrideana ingår i släktet Brownea och familjen ärtväxter. Inga underarter finns listade i Catalogue of Life.